# Lobosos
Els lobosos (Lobosa o Lobosea) són un subfílum d'amoebozous.
En sentit estricte pot fer referència a Tubulinea. Tanmateix, en sentit ampli també es pot referir a un grup parafilètic. La classificació formal del grup és encara especulativa. En llibres antics, Lobosea de vegades es fa servir per a referir-se a tots els amebozous.